# Косяченко, Анна Яковлевна
Анна Яковлевна Косяченко (укр. Ганна Яківна Косяченко; род. 9 октября 1937 года, село Капустинцы, Яготинский район, Киевская область) — колхозница, звеньевая колхоза «Заповіт Леніна» Яготинского района Киевской области, Украинская ССР. Герой Социалистического Труда (1976). Депутат Верховного Совета УССР 9 — 11 созывов.

## Биография
Родилась 9 октября 1937 года в крестьянской семье в селе Капустинцы Яготинского района Киевской области. Получила среднее образование.
В 1957—1958 годах — учётчица молочно-товарной фермы колхоза «Дружба» села Капустинцы Яготинского района Киевской области.
С 1958 по 1964 год — рабочая колхоза «Заповит Ленина» Яготинского района Киевской области. В 1964 году назначена звеньевой механизированного звена колхоза «Заповит Ленина» села Черняховки Яготинского района Киевской области. Звено, которым руководила Анна Косяченко, ежегодно выращивала высокие урожаи сахарной свеклы. В 1979 году звено получило в среднем по 502 центнера сахарной свеклы с каждого гектара на участке площадью 148 гектаров.
В 1973 году вступила в КПСС. 24 декабря 1976 года была удостоена звания Героя Социалистического Труда за выдающиеся трудовые достижения.
Избиралась депутатом Верховного Совета УССР 9—11 созывов от Яготинского избирательного округа.

## Награды
- Герой Социалистического Труда (24.12.1976)
- Орден Ленина (24.12.1976)
- Орден Трудового Красного Знамени